# Національний інститут ядерної фізики (Італія)
Національний інститут ядерної фізики (ІНФН) (італ. Istituto Nazionale di Fisica Nucleare (INFN), англ. National Institute for Nuclear Physics) - координуюча установа з досліджень в галузях ядерної фізики, фізики елементарних частинок та астрофізики в Італії. Керівні органи інституту знаходяться в Римі.

## Історія
ІНФН було засновано 8 серпня 1951 року, з метою активізації досліджень в галузі ядерної фізики. 
В другій половині 50-их років минулого століття ІНФН розробив та збудував перший італійський прискорювач — електронний синхротрон в Фраскаті. В кінці шітиесятих інститут під науковим керівництвом Бруно Тушека створив в Фраскаті перший електрон-позитронний коллайдер (ADA - Anello Di Accumulazione), . Впродовж того самого періоду ІНФН почав брати участь у створенні та використанні прискорювачів в CERNі.

## Структура та управління
ІНФН має відділення в 19 основних італійських університетах та чотири національні лабораторії: 
- Національна лабораторія Гран Сассо,
- Національна лабораторія Леньяро,
- Національна лабораторія Фраскаті,
- Національна лабораторія Катанії, [недоступне посилання з липня 2019]

Власний персонал інституту становить приблизно 2000 співробітників. Університетський персонал, афілійований з ІНФН що складає також приблизно 2000 чоловік, не отримує заробітної плати в інституті, але може отримувати від нього дослідницькі гранти. Також в ІНФН працює приблизно 1300 аспірантів та тимчасових співробітників.
Окрім здійснення наукових досліджень, інститут функціонує як установа, що фінансує дослідження з фізики високих енергій в Італії.